# Anders Gustavsson (konstnär)
Anders Gustafsson, född 1948 i Vadstena, är en svensk målare och tecknare.
Gustavsson målade och tecknade under hela uppväxttiden och har sedan 1990-talet arbetat på heltid som konstnär. Han har medverkat i utställningar i bland annat Stockholm, Linköping, Norrköping, Byxelkrok, Hamburg i Tyskland och York i England. Bland hans offentliga arbeten märks en altartavla för Björkhällakyrkan i Borensberg. Han får sin inspiration till konsten från naturen runt omkring och från förra sekelskiftets konstnärer med nordiskt luft och ljus i en 1880-talsverklighet. Hans konst består av djur av alla de slag, äldre och yngre människor och minnesbilder från förr. 